# ریچل استرلینگ
ریچل استرلینگ (انگلیسی: Rachael Stirling؛ زادهٔ ۳۰ مهٔ ۱۹۷۷) بازیگر اهل بریتانیا است. وی از سال ۱۹۹۷ میلادی تاکنون مشغول فعالیت بوده‌است.
از فیلم‌ها و سریال‌هایی که وی در آن نقش داشته‌است، می‌توان به صید ماهی آزاد در یمن، ویکتوریای جوان، سنتوریون، در آغاز، بهترین آن‌ها و اوج مخملی اشاره کرد.